# Pullhair Rubeye
Pullhair Rubeye es un álbum de estudio colaborativo, publicado por el integrante de la agrupación Animal Collective Avey Tare (David Portner) y su entonces esposa Kría Brekkan, integrante de múm). El álbum fue publicado el 24 de abril de 2007 en formato CD, LP y plataformas digitales.

## Grabación
Las canciones fueron escritas en agosto de 2005 en París, grabadas con guitarras y piano en un ocho pistas durante 2006 en su espacio de práctica en Brooklyn y luego mezcladas en dos pistas prestadas. Justo cuando ambos estaban completando la mezcla, las dos pistas se rompieron y no escucharon las mezclas hasta dos meses después cuando obtuvieron otras dos pistas, sorprendiéndose con los sonidos grabados.
El álbum se basa en el set en vivo que ambos tocaron durante sus shows en 2006 en los EE. UU. E Islandia, pero fue lanzado con las canciones reproducidas al revés, así como aceleradas en ciertos puntos. Según Portner, la pareja tomó esta decisión el 21 de diciembre de 2006 como resultado de "una combinación de estar atrapados en Nueva York para Navidad y ver esa nueva película de David Lynch, Inland Empire.

## Lista de canciones
1. "Sis Around the Sándmill" (3:56)
2. "Opís Helpus" (8:33)
3. "Foetus No-Man" (2:03)
4. "Who Wellses in My Hoff" (3:54)
5. "Lay Lay Off, Faselam" (3:59)
6. "Palenka" (2:49)
7. "Sasong" (2:14)
8. "Was Ónaíp" (4:10)